# Ute Scheffler
Ute Scheffler (auch Scheffler-Schwenke; * 6. August 1944 in Meiningen) ist eine deutsche Keramikerin und ehemalige Politikerin (Bündnis 90/Die Grünen).

## Leben und künstlerisches Werk
Ute Scheffler absolvierte nach dem Abitur von 1962 bis 1964 eine Lehre als Töpferin. 1964/1965 studierte sie an der Kunsthochschule Berlin-Weißensee und von 1965 bis 1970 Keramik, u. a. bei Erika Gravenstein, an der Hochschule für industrielle Formgestaltung Halle – Burg Giebichenstein. Sie schloss als Diplomformgestalter für Keramik ab und erwarb 1970 auch den Handwerksmeistertitel als Töpferin. Seitdem arbeitet sie freischaffend in Halberstadt. Sie schuf in der DDR u. a. als Auftragsarbeiten eine Anzahl von keramischen Werken für den öffentlichen Raum.
Ute Scheffler war bis 1990 Mitglied des Verbands Bildender Künstler der DDR.
Sie ist konfessionslos, geschieden und hat eine erwachsene Tochter.

## Politik
Ute Scheffler war nach der Wende ab August 1989 zunächst im Neuen Forum aktiv und wurde dann Mitglied von Bündnis 90/Die Grünen. Seit Mai 1990 war sie Kreistagsabgeordnete. Sie wurde bei der ersten Landtagswahl in Sachsen-Anhalt 1990 über die Landesliste der Grüne Liste/Neues Forum (GL/NF) in den Landtag gewählt. Im Landtag war sie stellvertretende Vorsitzende der Fraktion Bündnis 90/Die Grünen.

## Werke im öffentlichen Raum (Auswahl)
- Keramische Wandgestaltung (Magdeburg, Leiterstraße, damalige Gaststätte Bördegrill; Verbleib unbekannt)
- Aufbrechender Stein (1978/1979; Plastik, Meilerbrand/Schamotteton; Magdeburg, Freifläche im Wohngebiet „Reform“; Verbleib unbekannt)
- Steine am Weg (1984; fünf Spielplastiken; Klinker/Beton; Magdeburg, Hans-Grade-Straße, Quartier Parkweg) u. a.[1]

## Ausstellungen (unvollständig)

### Personalausstellungen
- 1985: Halberstadt, Galerie St. Florian

- 1978: Magdeburg, Kleine Galerie
- 1980: Greifswald, Greifengalerie

### Teilnahme an zentralen und wichtigen regionalen Ausstellungen in der DDR
- 1978: Magdeburg, Junge Magdeburger Künstler
- 1979 und 1984: Magdeburg, Bezirkskunstausstellungen
- 1982/1983 und 1987/1988: Dresden, IX. und X. Kunstausstellung der DDR